# 르완다의 로마 가톨릭 교구 목록
르완다의 로마 가톨릭 교구는 1개 관구에 1개 관구장좌대교구와 8개 일반교구로 구성된다

## 교구

### 키갈리 관구(Province of Kigali)
- 키갈리 관구장좌 대교구( Archdiocese of Kigali)
- 부타레 교구( Diocese of Butare)
- 창구구 교구( Diocese of Cyangugu)
- 키콩고로 교구( Diocese of Gikongoro)
- 카브가이 교구( Diocese of Kabgayi)
- 키붕고 교구( Diocese of Kibungo)
- 린도 교구( Diocese of Nyundo)
- 루엥게리 교구( Diocese of Ruhengeri)
- 비움바 교구 (Diocese of Byumba)